# Krzywice (województwo lubelskie)
Krzywice – wieś w Polsce położona w województwie lubelskim, w powiecie chełmskim, w gminie Chełm. 
Wzmiankowane w 1434 r. Sielcze, czyli Krzywicze. Należały wówczas do Parafii Rzymskokatolickiej w Kumowie. W 1505 r. Crzywycze. Od 1565 r. - Krziwicza. Rejestr poborowych z 1531 r. podaje, że miejscowość należała do Parafii Rozesłania Apostołów w Chełmie. Krziwicze były wsią starostwa chełmskiego w 1570 roku. W 1786 r. Krzywice Królewskie. Krzywiczki Królewskie i Pisarskie (1796 r.).
W 1921 roku wieś była zamieszkała przez 146 osób, w tym 106 rzymskich katolików i 40 prawosławnych, jednocześnie wszyscy mieszkańcy wsi zadeklarowali narodowość polską.
W 1931 r. w Krzywicach zbudowano kuźnię. Jej właścicielem był Danielczuk. W 1948 na skrzyżowaniu  postawiono kapliczkę cementową z napisem: „W Twoje ręce oddajemy Jezu nas i nasze dzieci. Gromada Krzywice. 1948 r.". W 1956 r. nastąpiła elektryfikacja wsi. 14 kwietnia 1956 powołano Ochotniczą Straż Pożarną. W l. 1958-1959 zbudowano świetlicę wiejską, w 1961 pojawił się we wsi chodnik, a w l. 1972-1973 wyasfaltowano szosę. Pierwsza remiza strażacka (nie licząc prowizorycznej z 1957) powstała w 1971 r., a obecna w l. 1996-1997.  
W latach 1975–1998 miejscowość administracyjnie należała do województwa chełmskiego.
Wieś, łącznie z Kolonią Krzywice, stanowi sołectwo gminy Chełm. Według Narodowego Spisu Powszechnego (III 2011 r.) liczyła 109 mieszkańców i była 31. co do wielkości miejscowością gminy Chełm.
Wierni Kościoła rzymskokatolickiego należą do parafii Chrystusa Odkupiciela w Chełmie.